# Arrondissements administratifs du canton de Berne

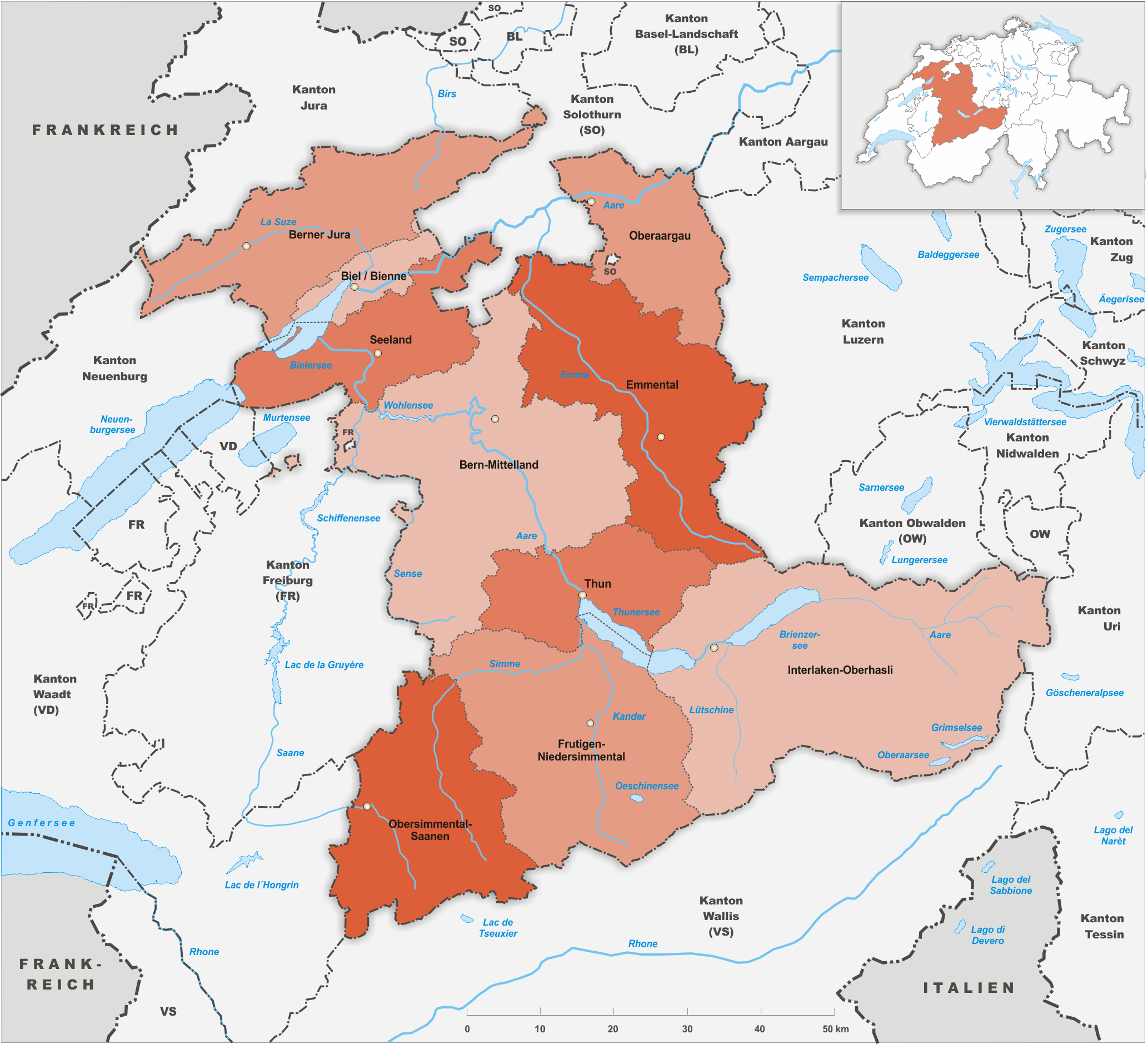
Carte montrant le découpage du canton en arrondissements.

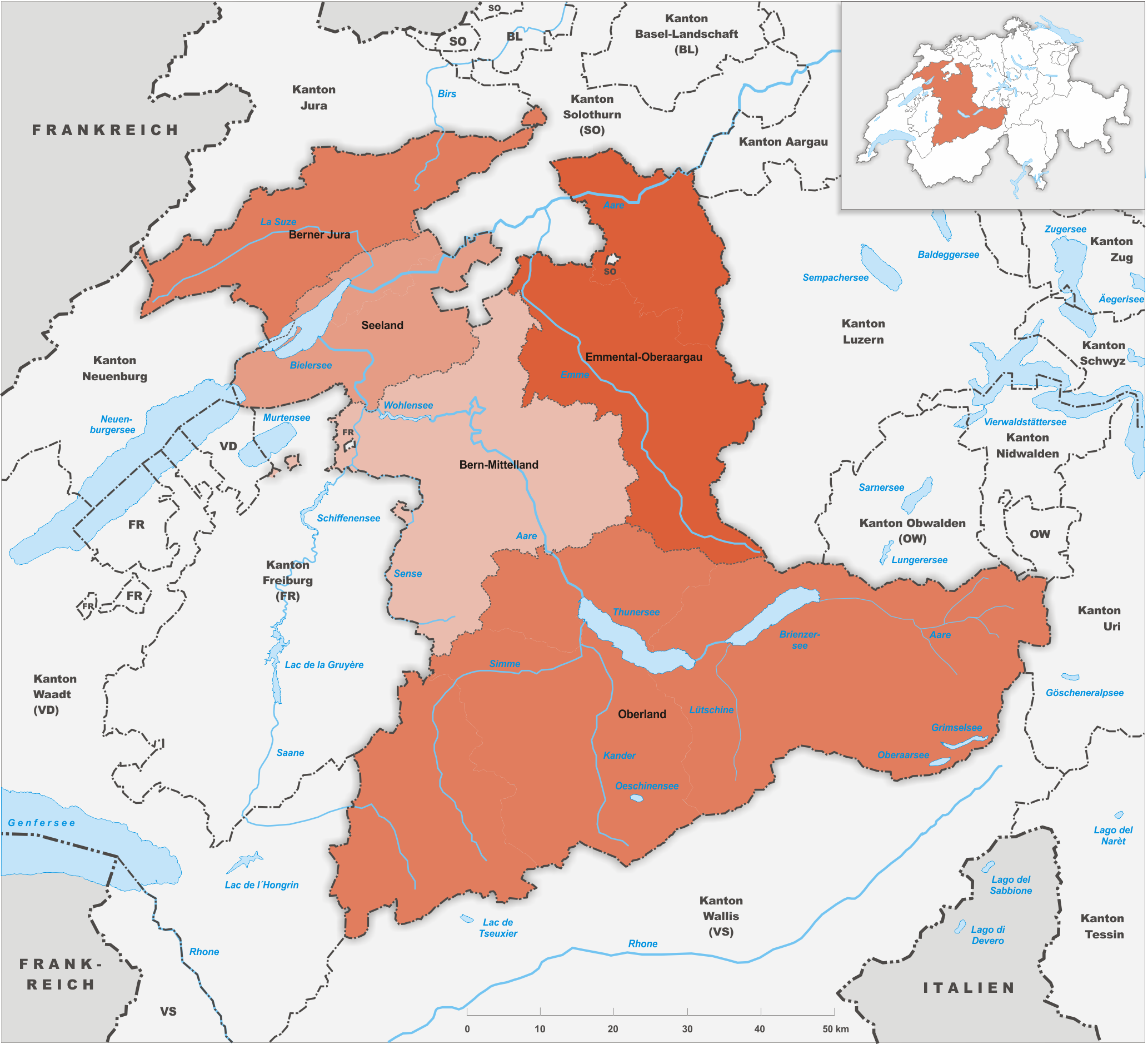
Carte montrant le découpage du canton en régions.

Les arrondissements administratifs du canton de Berne sont des divisions administratives du canton de Berne, en Suisse.
Créés le 1er janvier 2010, les 10 arrondissements viennent s'ajouter aux 26 districts cantonaux qui avaient été mis en place par Napoléon Ier. L'Article 38 de la Loi sur l'organisation du Conseil-exécutif et de l'administration
(Loi d'organisation, LOCA) maintient l'existence des districts après la création des 10 arrondissements en 2010 de même que l'Article 3 al. 2 de la Constitution bernoise.

## Les régions administratives
Les dix arrondissements sont regroupés en cinq régions administratives pour certains domaines de compétences du canton, tel l'éducation :
- Berne-Mittelland : Composée uniquement de l'arrondissement administratif de Berne-Mittelland ;
- Jura bernois : Composée uniquement de l'arrondissement administratif du Jura bernois ;
- Emmental-Haute-Argovie : Regroupe les arrondissements administratifs de l'Emmental et de Haute-Argovie ;
- Oberland : Regroupe les arrondissements administratifs de Frutigen-Bas-Simmental, d'Interlaken-Oberhasli, du Haut-Simmental-Gessenay et de Thoune ;
- Seeland : Regroupe les arrondissements administratifs de Bienne et du Seeland.

## Liste des arrondissements
La liste complète des arrondissements administratifs est la suivante : 
| Nom                     | Chef-lieu           | N° OFS | Communes | Population (décembre 2023) | Superficie (km2) | Densité (hab./km2) |
| ----------------------- | ------------------- | ------ | -------- | -------------------------- | ---------------- | ------------------ |
| Jura bernois            | Courtelary          | B0241  | +40,     | +053 927,                  | +0541,72         | 100                |
| Bienne                  | Bienne              | B0242  | +19,     | +105 061,                  | +0097,69         | 1075               |
| Seeland                 | Aarberg             | B0243  | +42,     | +078 244,                  | +0337,08         | 232                |
| Haute-Argovie           | Wangen an der Aare  | B0244  | +46,     | +084 643,                  | +0330,93         | 256                |
| Emmental                | Langnau im Emmental | B0245  | +40,     | +099 561,                  | +0690,39         | 144                |
| Berne-Mittelland        | Ostermundigen       | B0246  | +79,     | +425 694,                  | +0943,46         | 451                |
| Thoune                  | Thoune              | B0247  | +32,     | +109 442,                  | +0321,96         | 340                |
| Haut-Simmental-Gessenay | Saanen              | B0248  | +07,     | +016 788,                  | +0574,92         | 29                 |
| Frutigen-Bas-Simmental  | Frutigen            | B0249  | +13,     | +041 420,                  | +0773,9          | 54                 |
| Interlaken-Oberhasli    | Interlaken          | B0250  | +28,     | +048 753,                  | +1 229,12        | 40                 |
| Total                   | Total               | Total  | +346,    | +1 063 533,                | +5 959,44        | 178                |